# Dezentrales Finanzwesen
Das dezentrale Finanzwesen (allgemein als DeFi bezeichnet) ist eine blockchainbasierte Finanzierungsform, die nicht auf zentrale Finanzdienstleister wie Makler, Börsen oder Banken angewiesen ist, um traditionelle Finanzinstrumente anzubieten, sondern stattdessen intelligente Verträge (Englisch Smart Contracts) auf Blockchains nutzt. DeFi verwendet eine mehrschichtige Architektur und flexibel zusammensetzbare Bausteine.

## Geschichte
Die auf Stablecoins basierende Kreditplattform MakerDAO gilt als die erste DeFi-Anwendung, die in erheblichem Umfang genutzt wurde. Sie ermöglicht Benutzern, Dai auszuleihen, den nativen Token der Plattform, der als Stablecoin an den US-Dollar gekoppelt ist. Durch eine Reihe von intelligenten Verträgen auf der Ethereum-Blockchain, die die Kredit-, Rückzahlungs- und Liquidationsverfahren regeln, zielt MakerDAO darauf ab, den stabilen Wert von Dai dezentral und autonom zu erhalten.
Im Juni 2020 hat die Plattform Compound Finance damit begonnen, Geber und Nehmer von Krediten in Kryptowährungen, zusätzlich zu den typischen Zinszahlungen an Kreditgeber, mit Einheiten einer neuen Kryptowährung namens COMP-Token zu belohnen, die für die Verwaltung der Compound-Plattform verwendet wird, aber auch an Börsen handelbar ist. Andere Plattformen folgten dem Beispiel und führten das als Yield Farming beziehungsweise Liquidity Mining bekannte Phänomen ein, bei dem Spekulanten Kryptowährungen aktiv zwischen verschiedenen Pools auf einer Plattform und zwischen verschiedenen Plattformen verschieben, um ihren Gesamtertrag zu maximieren,<! -- Verschieben führt zu Ertrag? --> der Zinsen, Gebühren und den Wert der zusätzlichen belohnenden Token umfasst.
Im Juli 2020 erläuterte die Washington Post dieses Phänomen detaillierter und behandelte dabei die Ertragswirtschaft, Rendite- und Investitionsmöglichkeiten sowie die damit verbundenen Risiken. Ethereum verzeichnete im Jahr 2020 aufgrund des gestiegenen Interesses an DeFi einen Anstieg der Entwickler.
DeFi hat große Kryptowährungs-Risikokapitalgeber wie Andreessen Horowitz, Bain Capital Ventures und Michael Novogratz angezogen.
Mit der Zeit hat es sich etabliert, dass DeFi-Projekte nicht nur auf der Ethereum-Blockchain existieren, sondern auch auf anderen Blockchains wie Solana, Tron, Binance Smart Chain, Base, Arbitrum oder Polygon bereitgestellt sowie genutzt werden.

## Vorteile
Der Ausschluss zentraler Zwischenhändler von allen Arten von Transaktionen gilt als ein wesentlicher Vorteil des DeFi.
DeFi dreht sich um dezentrale Anwendungen, auch bekannt als DApps, die Finanzfunktionen auf verteilten Ledgern, sogenannten Blockchains, ausführen. Anstatt Transaktionen über einen zentralisierten Vermittler wie eine Kryptobörse oder eine traditionelle Wertpapierbörse an der Wall Street abzuwickeln, werden Transaktionen direkt zwischen den Teilnehmern durchgeführt, die durch intelligente Vertragsprogramme vermittelt werden. Diese intelligenten Vertragsprogramme oder DeFi-Protokolle werden normalerweise mit Open-Source-Software ausgeführt, die von einer Entwicklergemeinschaft erstellt und gewartet wird.
Auf DApps wird normalerweise über eine Web3-fähige Browsererweiterung oder -anwendung wie MetaMask zugegriffen, die es Benutzern ermöglicht, über eine digitale Brieftasche direkt mit der Ethereum-Blockchain zu interagieren. Nebst der Ethereum-Blockchain entwickeln sich auch auf anderen Blockchain-Ecosystemen wie Polkadot, Algorand, Cardano und Solana zunehmend Dienste, die DeFi-Dienstleistungen anbieten und mit dedizierten Wallet-Anwendungen genutzt werden können. Viele dieser DApps sind dazu in der Lage, zusammenzuarbeiten, um komplexe Finanzdienstleistungen zu erstellen. Stablecoin-Inhaber können beispielsweise Vermögenswerte wie US-Dollar oder Euro in einem Kredit- bzw. Leihprotokoll wie Aave an einen Liquiditätspool verleihen und anderen ermöglichen, diese digitalen Vermögenswerte durch Hinterlegung ihrer eigenen Sicherheiten zu leihen, die in ihrem Wert den Kreditbetrag übertreffen. Das Protokoll passt die Zinssätze automatisch an die aktuelle Nachfrage nach dem Vermögenswert an.
Darüber hinaus führte Aave „Flash-Kredite“ ein, bei denen es sich um unbesicherte Kredite in beliebiger Höhe handelt, die innerhalb einer einzigen Blockchain-Transaktion aufgenommen und nachweislich zurückgezahlt werden. Während es für Flash-Kredite legitime Verwendungen wie Arbitragen, Sicherheitentausch, Selbstliquidation und die Auflösung von gehebelten Positionen geben kann, haben mehrere Exploits von DeFi-Plattformen Flash-Kredite verwendet, um die Niedrigpreise von Kryptowährungen zu manipulieren.
Ein weiteres DeFi-Protokoll ist Uniswap, eine dezentrale Börse oder DEX, die auf der Ethereum-Blockchain läuft. Uniswap ermöglicht den Handel mit Hunderten verschiedener ERC20-Token, die auf der Ethereum-Blockchain ausgegeben werden. Statt eine zentralisierte Börse zur Ausführung von Aufträgen zu verwenden, bietet Uniswap den Benutzern einen Anreiz, Liquiditätspools zu bilden und dafür einen Prozentsatz der Handelsgebühren zu erhalten, die von Händlern verdient werden, die Token in und aus den Liquiditätspools tauschen.
Diese Liquiditätspools ermöglichen es Benutzern, vollständig dezentral von einem Token zum anderen zu wechseln, während sie die Kontrolle über ihre Gelder behalten. Gleichzeitig werden Liquiditätsanbieter ermutigt, Token für einen Teil der von den Börsen generierten Gebühren zu hinterlegen. Liquiditätsanbieter können nach dem Poolen ihrer Token völlig passiv bleiben, da der Smart Contract für die automatische Anpassung der Liquiditätsbereitstellungslogik an den aktuellen Marktpreis sorgt.
Daher werden DEXs von automatischen Market-Makern betrieben, die auf mathematischen Formeln basieren und es ermöglichen, den Wechselkurs zwischen zwei Vermögenswerten unter Berücksichtigung der im Protokoll vorhandenen Liquidität zu schätzen.
Da keine zentralisierte Partei Uniswap betreibt und jedes Entwicklungsteam die Open-Source-Software nutzen kann, gibt es keine Stelle, die die Identität der Personen überprüft, die die Plattform verwenden, um die KYC/AML-Vorschriften einzuhalten. Es ist nicht klar, welche Position die U.S.-amerikanischen Regulierungsbehörden zur Legalität einer Plattform wie Uniswap einnehmen werden.

## Kritik
Blockchain-Transaktionen sind irreversibel: Eine fehlerhafte Transaktion auf einer DeFi-Plattform oder die Bereitstellung eines fehlerbehafteten Smart-Contract-Codes ist nicht ohne Weiteres korrigierbar.
Investor Michael Novogratz hat darauf hingewiesen, dass einige DeFi-Protokolle sich als Ponzi-Systeme entpuppt hätten, wenngleich es sich bei DeFi ihm zufolge um einen „wirklich wichtigen Bestandteil des Finanzsystems“ handele.
DeFi wurde mit dem anfänglichen Coin-Angebots-Wahn von 2017 verglichen, der Teil der Kryptowährungsblase 2017 war. Unerfahrene Anleger sind einem besonderen Risiko ausgesetzt, bei der Verwendung von DeFi-Plattformen Geld zu verlieren, da die Interaktion mit solchen Plattformen hoch entwickelt ist und kein Vermittler mit einer Kundendienstabteilung vorhanden ist. Kritik erfahren zahlreiche DeFi-Plattformen auch aufgrund mangelnder Rechenschaftsmöglichkeiten. Denn die Identität der Entwickler von DeFi-Diensten ist oft unbekannt. Viele Teams wählen aufgrund unklarer Rechtslagen und der Gefahr von Erpressung eine anonyme oder pseudonyme Interaktion mit Nutzern.
DeFi-Dienste werden immer wieder zum Ziel von Hackern, die mit ihren Angriffen bedeutende Werte in Kryptowährungen erbeuten. Im August 2021 wurden dem Dienst Cream Finance digitale Token im Wert von 18,8 Millionen US-Dollar gestohlen. Im Dezember 2021 gelang es Hackern, bei einer Attacke auf dem Dienst BadgerDAO über 120 Millionen US-Dollar zu erbeuten.
Die rasante Entwicklung des Dezentralen Finanzwesens stellt Regulierungsbehörden weltweit vor neue Herausforderungen. Angesichts der zunehmenden Komplexität und Vielfalt der DeFi-Projekte wird eine strengere regulatorische Kontrolle unvermeidlich. Wissenschaftliche Analysen betonen die Notwendigkeit einer international koordinierten Regulierungsstrategie, die flexible und anpassbare Richtlinien für den dynamischen DeFi-Sektor entwickelt. Es wird erwartet, dass künftig vermehrt regulatorische Maßnahmen eingeführt werden, um die Sicherheit und Integrität des DeFi-Marktes zu gewährleisten.